# Azul aciano
El azul aciano, aciano, azulejo o espliego es un azul purpúreo semiclaro, de saturación moderada, sugerido por la pigmentación de los capítulos florales de la planta conocida como aciano o azulejo (Centaurea cyanus). El término aciano proviene del latín cyănus, y este del griego κυανος, ‘azul, azul oscuro’.
Este color está comprendido en los acervos iconolingüísticos de las culturas de la cuenca del Mediterráneo y del este de Asia.

## Sinonimia
En ocasiones, la denominación de color «aciano» se usa como sinónimo de «cian». Véase cian.

## Usos
- El azul aciano fue uno de los colores favoritos del pintor neerlandés Johannes Vermeer.[4]
- También es el color predeterminado que utiliza la plataforma de aplicaciones Microsoft XNA.

### Color HTML
Un azul aciano llamado cornflower blue es uno de los colores HTML establecidos por protocolos informáticos para su uso en páginas web. En programación es posible invocarlo por su nombre, además de por su valor hexadecimal. Véase colores HTML.
|           | Cornflower blue    |
| HTML      | #6495ED            |
| RGB       | (100, 149, 237)    |
| HSV       | (219°, 58 %, 93 %) |
| Protocolo | X11                |

## Galería

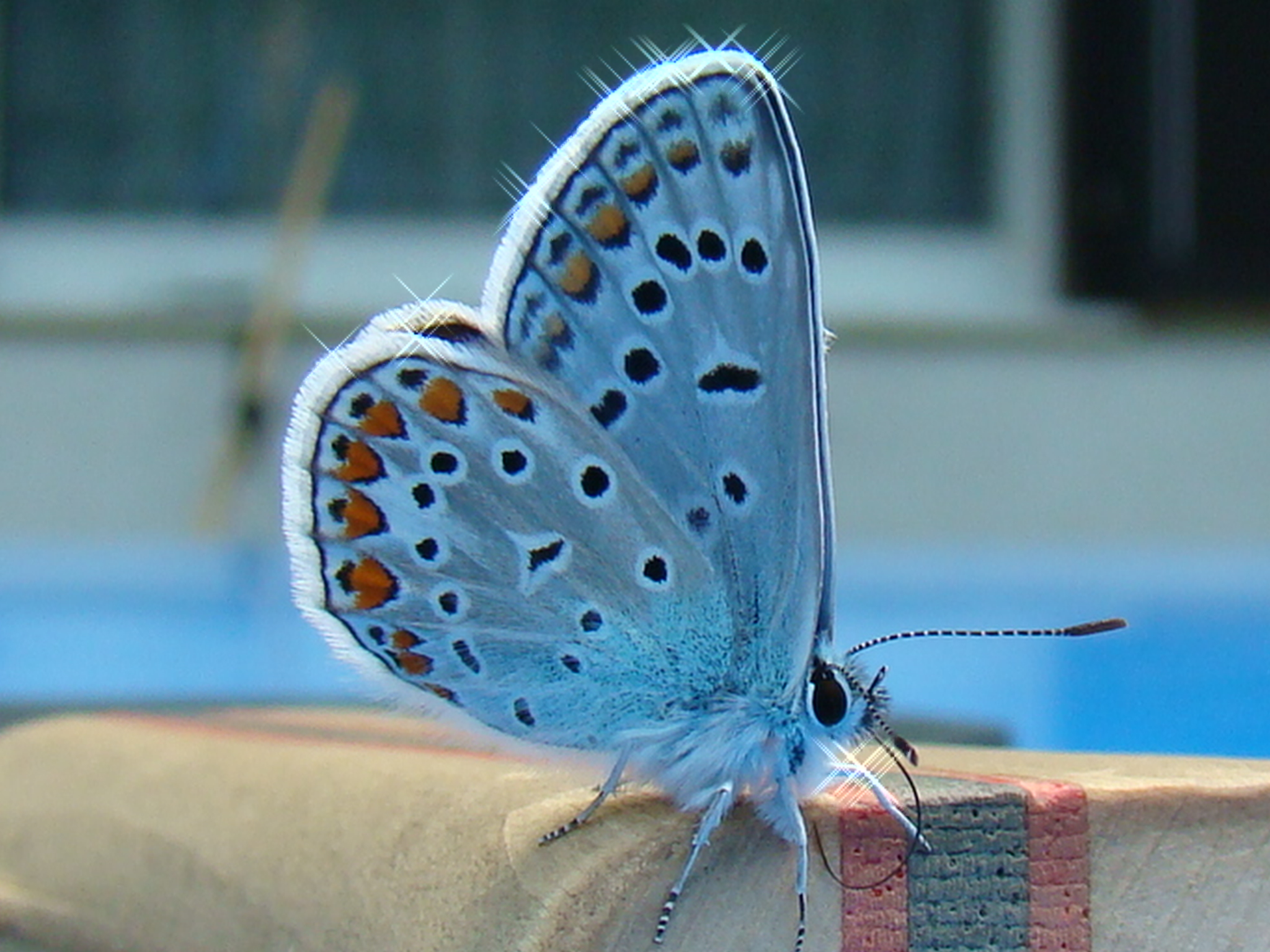
Mariposa licénida
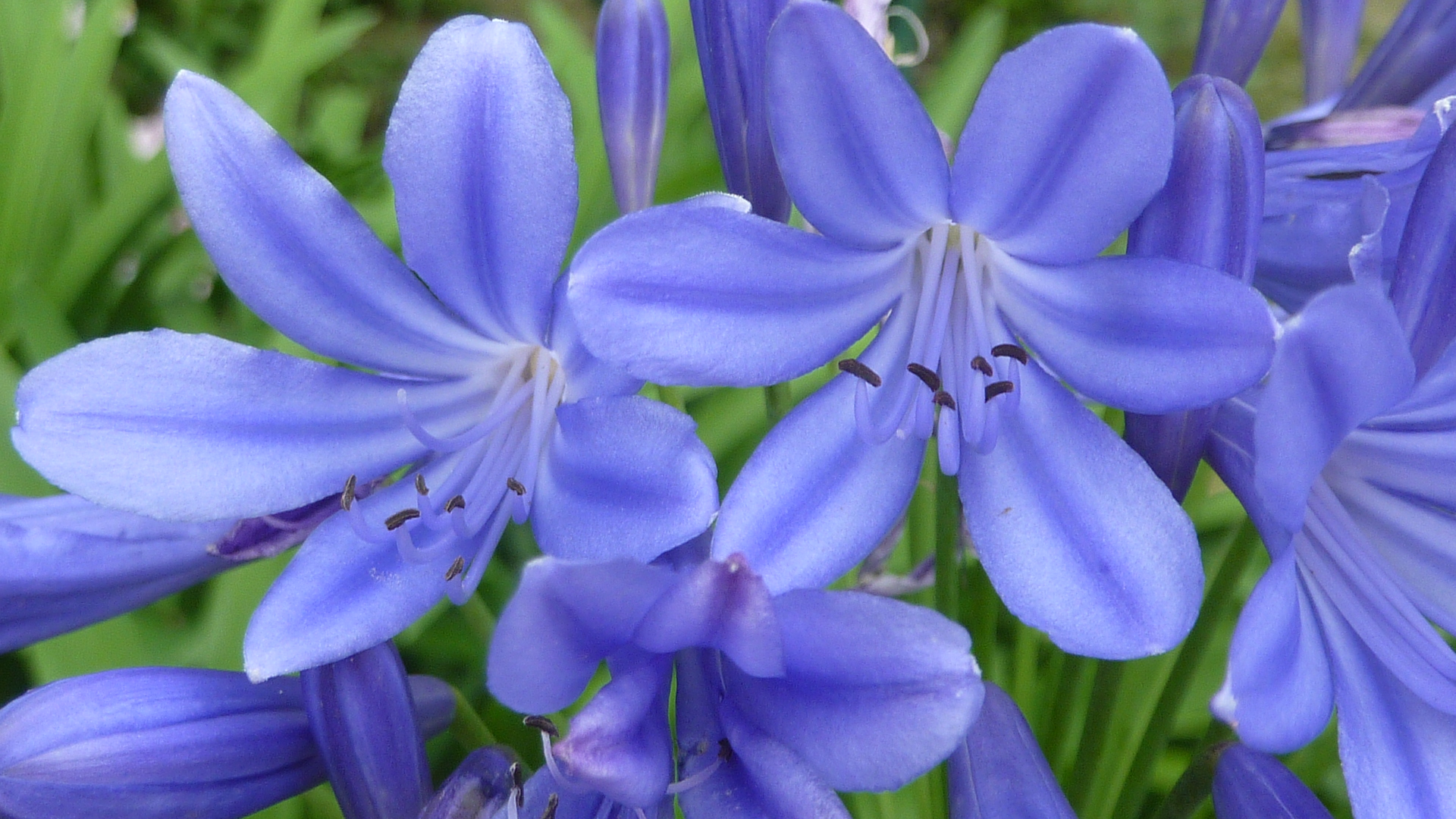
Flor de Agapanthus
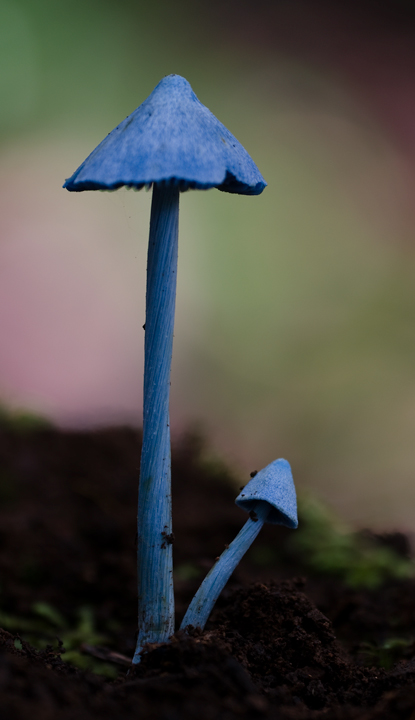
Hongo Entoloma